# Cantone di Salles-sur-l'Hers
Il Cantone di Salles-sur-l'Hers era una divisione amministrativa dell'arrondissement di Carcassonne.
A seguito della riforma approvata con decreto del 21 febbraio 2014, che ha avuto attuazione dopo le elezioni dipartimentali del 2015, è stato soppresso.

## Composizione
Comprendeva i comuni di:
- Baraigne
- Belflou
- Cumiès
- Fajac-la-Relenque
- Gourvieille
- La Louvière-Lauragais
- Marquein
- Mézerville
- Molleville
- Montauriol
- Payra-sur-l'Hers
- Sainte-Camelle
- Saint-Michel-de-Lanès
- Salles-sur-l'Hers